# Parakapala nigrella
Parakapala nigrella är en stekelart som först beskrevs av Girault 1913.  Parakapala nigrella ingår i släktet Parakapala och familjen Eucharitidae. Inga underarter finns listade i Catalogue of Life.